# 치타이허시
치타이허시(칠대하시, 중국어 간체자: 七台河市, 정체자: 七臺河市, 병음: Qītáihé shì)는 중화인민공화국 헤이룽장성에 소재한 공업도시이다.

## 지리
치타이허 시는 헤이룽장성 동부에 위치하고 서쪽은 지시 시 및 무단장 시, 북쪽은 자무쓰 시 및 허강 시, 동쪽은 솽야산 시, 서쪽은 하얼빈시와 접해있다.

## 역사
시명은 오로촌어로 '땔감 보관소'를 의미하는 치타허(奇塔河)가 변화한 것이다. 첫 행정구역은 1948년에 설치된 치타이허 구(七台河区)이고 1951년에는 제12구로 개칭되었다. 1956년 3월에 구제가 폐지되면서 치타이허, 쳬쯔허, 중신허의 3향으로 분할되었다. 인민공사화가 추진되면서 1958년 9월에는 치타이허 인민공사, 12월에는 치타이허 광구인민공사가 연달아 설치되었고 1960년 3월의 치타이허 진 설치와 함께 치타이허 진 인민공사로 칭해지게 되었다.
치타이허에서 생산되는 석탄을 중시한 중국 정부는 1965년 2월 2일에 치타이허 특구를 설치해 치타이허 탄광에서 정부와 기업의 일체화를 추진하였다. 같은 해 5월 20일에 치타이허 특구 인민위원회가 정식으로 성립하면서 치타이허 진은 폐지되었다.
1970년 4월 1일, 헤이룽장성 혁명위원회는 치타이허 특구의 폐지와 현급시인 치타이허 시의 설치를 결정했고 1983년 10월 8일에 지급시로 승격해 현재에 이르고 있다.

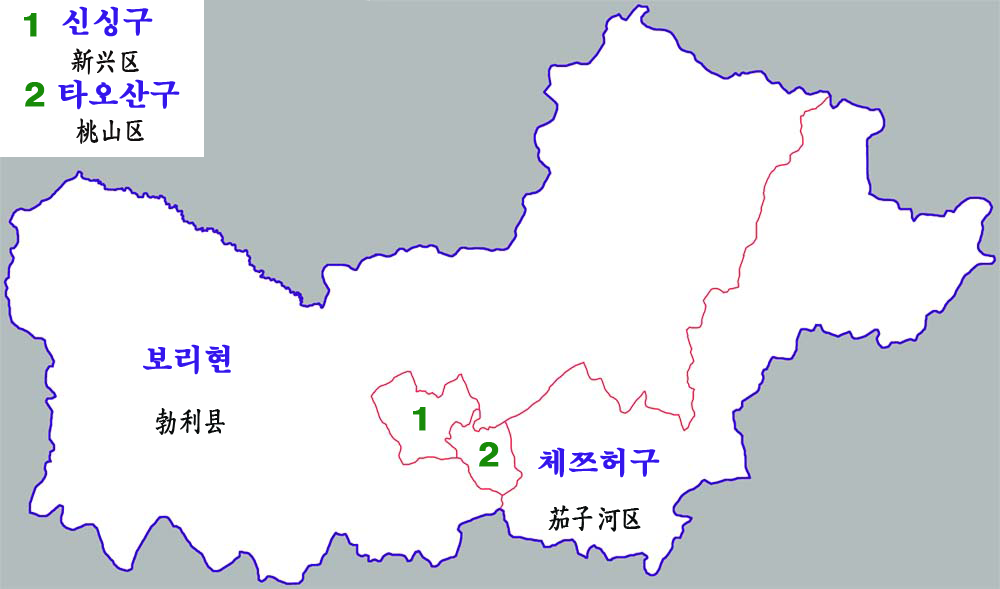
치타이허 시 현급구역

## 행정구역
3개 시할구, 1개 현으로 구성된다.
시할구
- 신싱 구(新兴区)
- 타오산 구(桃山区)
- 체쯔허 구(茄子河区)

현
- 보리 현(勃利县)

## 경제
석탄 채굴은 중요한 산업이다. 치타이허는 헤이룽장성에서 석탄을 재활용하는 유일한 시범 도시이다. 헤이룽장의 다른 탄광 도시로 허강이 있다. 치타이허의 탄광은 1958년에 개발을 시작하였다.

## 관광자원
1996년 조사에 따르면 치타이허의 관광자원은 16종류에 30곳이 있다. 1등급은 없으며 2등급은 1곳, 3등급은 5곳, 4등급은 20곳, 5등급은 4곳이 있으며 관광자원의 순위는 중급이다. 30곳의 자원 중에서 자연자원 8곳이며 인문자원은 22곳이다. 유형에는 농업과 임업, 어업, 목장, 생물화석판, 공원, 고성과 고성유적지, 호수 등 개발가치를 지니고 있다.

### 서대권삼림공원
서대권삼림공원(西大圈森林公園)은 벌리현(㪍利) 서남부에 위치하며 2003년 처음 건설하였으며 공원면적9200헥타아르이다. 1992년에는 성급삼림공원으로 논평되었고 2003년 8월에는 국가 급 삼림공원이라 논평되었다. 그중 서대권공원은 최초로 성급자연보호구역 삼림으로 속하였다. 서대권삼림공원의 관광자연은 매우 풍부하고 생태특징이 극히 뛰어나다. 완달산(完达山)령의 주 맥에 속하며 땅의 지세가 복잡하고 산세가 험준하며 해발1008미터이고 식생은 해발에 따라서 변화한다. 산골짜기 고랑 중에서는 늪과 못 습지와 시냇물이 흐르며 많은 식물군이 잇따라 자라고 있다. 해발 100-200미터에는 늪지 식물군과 풀이 무성한 저습지 식물군, 초원식물군이 자라며 240-380미터에는 자작나무림과 활엽수의 혼성림이 자란다. 380-600미터에는 사시나무와 자작림과 활엽수의 혼성림이 자라고 600-800미터에는 상수리나무와 침엽수 활엽수의 환성림이 자라고 있으며 800미터 이상의 부분의 가장자리 산등성이에는 잣나무, 홍송, 가문비나무, 전나무를 위주로한 침엽수 혼성림과 원생지 성질의 식생이 자라고 있다.
공원 내부에서는 니아오시훈(鸟斯浑)강물을 개발한 큰 협곡을 흐르는 것을 이용하며 원시산림의 자연산소를 가지고 산세가 험준한 와룡(卧龙)산봉우리가 있고 고고학적 관상 가치를 가지고 있는 고대나뭇잎 화석을 구비하고 있다. 충분히 관상 가치를 지니는 천년고대나무가 있고 끝없이 넓은 자작나무숲과 남색 과일 등 57종의 식용생물과 300여종의 유명하고 진귀한 약초와 89종의 야생동물이 여행객들이 발길 닿는 곳마다 있다. 휴식광장, 인공호수와 개발을 기다리고 있는 스키장, 수렵장등 극히 아름다운 자원이다.

### 석용산삼림공원
석용산삼림공원(石龙山森林公园)은 시 중심에서 겨우 23km 떨어져있고 자연경관이 한곳에 모여 있고 인문경관이 일체 삼림여행 휴가지로 되어있다. 관광풍치지구의 총괄면적은 6307.5 헥타아르이고 공원내부의 삼림자원은 대단히 풍부하며 진귀한 하늘을 찌를 듯이 높이 솟아있는 고대 삼림이 생장하며 양질의 파인애플과 들메나무 고삼과 떡갈나무 잣나무 느릅나무 버드나무 등의 수목의 종류가 있다. 전형적인 활엽수 혼합천연림에 속하며 지금까지 비교적 온전한 원시삼림으로 보전하고 있다. 독특한 지형과 지세로 융성한 식생이 전개되고 암벽등반과 등산 수렵과 스키의 이상적인 장소가 있어 지극히 개발가치를 가지고 있다. 관광풍치지구는 2003년부터 건설되기 시작하여 전체계획에 단계 원칙대로 전면 실시되고 있다. 건설대기 항목으로는 스키장 생태공원과 수상낙원 여행 휴가 촌 버드나무 동산 등이 있다.

## 기후
| 치타이허시 (2003년~2020년)의 기후 | 치타이허시 (2003년~2020년)의 기후 | 치타이허시 (2003년~2020년)의 기후 | 치타이허시 (2003년~2020년)의 기후 | 치타이허시 (2003년~2020년)의 기후 | 치타이허시 (2003년~2020년)의 기후 | 치타이허시 (2003년~2020년)의 기후 | 치타이허시 (2003년~2020년)의 기후 | 치타이허시 (2003년~2020년)의 기후 | 치타이허시 (2003년~2020년)의 기후 | 치타이허시 (2003년~2020년)의 기후 | 치타이허시 (2003년~2020년)의 기후 | 치타이허시 (2003년~2020년)의 기후 | 치타이허시 (2003년~2020년)의 기후 |
| 월                                | 1월                               | 2월                               | 3월                               | 4월                               | 5월                               | 6월                               | 7월                               | 8월                               | 9월                               | 10월                              | 11월                              | 12월                              | 연간                              |
| --------------------------------- | --------------------------------- | --------------------------------- | --------------------------------- | --------------------------------- | --------------------------------- | --------------------------------- | --------------------------------- | --------------------------------- | --------------------------------- | --------------------------------- | --------------------------------- | --------------------------------- | --------------------------------- |
| 일평균 최고 기온 °C (°F)          | −11.7 (10.9)                      | −6.9 (19.6)                       | 2.1 (35.8)                        | 12.4 (54.3)                       | 20.2 (68.4)                       | 25.1 (77.2)                       | 27.2 (81.0)                       | 26.1 (79.0)                       | 21.3 (70.3)                       | 12.5 (54.5)                       | 0.0 (32.0)                        | −10.4 (13.3)                      | 9.8 (49.7)                        |
| 일일 평균 기온 °C (°F)            | −16.6 (2.1)                       | −12.4 (9.7)                       | −3.1 (26.4)                       | 6.5 (43.7)                        | 14.2 (57.6)                       | 19.5 (67.1)                       | 22.2 (72.0)                       | 21.0 (69.8)                       | 15.3 (59.5)                       | 6.5 (43.7)                        | −4.7 (23.5)                       | −14.9 (5.2)                       | 4.5 (40.0)                        |
| 일평균 최저 기온 °C (°F)          | −21.1 (−6.0)                      | −17.7 (0.1)                       | −8.3 (17.1)                       | 0.6 (33.1)                        | 8.3 (46.9)                        | 14.2 (57.6)                       | 17.8 (64.0)                       | 16.7 (62.1)                       | 9.9 (49.8)                        | 1.1 (34.0)                        | −8.9 (16.0)                       | −18.9 (−2.0)                      | −0.5 (31.1)                       |
| 평균 강수량 mm (인치)             | 6.6 (0.26)                        | 5.8 (0.23)                        | 13.9 (0.55)                       | 28.8 (1.13)                       | 65.7 (2.59)                       | 95.2 (3.75)                       | 116.8 (4.60)                      | 119.0 (4.69)                      | 55.8 (2.20)                       | 29.6 (1.17)                       | 21.8 (0.86)                       | 12.0 (0.47)                       | 571 (22.5)                        |
| 평균 강수일수 (≥ 0.1 mm)          | 6.3                               | 5.7                               | 8.2                               | 8.7                               | 12.9                              | 14.6                              | 14.9                              | 14.1                              | 9.8                               | 7.3                               | 7.4                               | 8.7                               | 118.6                             |
| 평균 강설일수                     | 9.6                               | 9.0                               | 11.2                              | 5.2                               | 0.2                               | 0                                 | 0                                 | 0                                 | 0.1                               | 2.9                               | 9.9                               | 13.4                              | 61.5                              |
| 평균 상대 습도 (%)                | 69                                | 64                                | 59                                | 53                                | 60                                | 71                                | 78                                | 79                                | 72                                | 61                                | 65                                | 71                                | 67                                |
| 평균 월간 일조시간                | 138.8                             | 165.3                             | 204.4                             | 199.7                             | 207.7                             | 219.0                             | 216.5                             | 209.8                             | 208.3                             | 173.3                             | 131.0                             | 118.9                             | 2,192.7                           |
| 가능 일조율                       | 49                                | 56                                | 55                                | 49                                | 45                                | 47                                | 46                                | 48                                | 56                                | 52                                | 47                                | 44                                | 50                                |
| 출처: 중국기상국                  |                                   |                                   |                                   |                                   |                                   |                                   |                                   |                                   |                                   |                                   |                                   |                                   |                                   |